# شهرک توانیر (بندرعباس)
شهرک توانیر، روستایی در دهستان گچین بخش مرکزی شهرستان بندرعباس در استان هرمزگان ایران است.

## جمعیت
بر پایه سرشماری عمومی نفوس و مسکن در سال ۱۳۹۵، جمعیت این روستا برابر با ۸۱۳ نفر (۲۲۵ خانوار) بوده است.